# Game456
game456于2005年创建，game456棋牌游戏当时风靡全国，据央视网报道，当时被查获会员有2300余万。涉案资金达上万亿，当时也是轰动一时，当时game456盈利的方式是通过收取百分之2的“抽水”盈利。每天获利高达上百万。引用浙江新闻网：
杨某系game456网站的建立者、领导者，也是该犯罪团伙的“带头大哥”，他拥有后台最高管理权限，享受大部分违法所得收益，是团伙的首犯。“位置”越高，拿得最多，当然罚得也越重。一审法院以开设赌场罪判处杨某有期徒刑5年6个月，并处罚金180万元
1. ↑  . 环球网.   [2022-12-18] （中文（中国大陆））.
2. ↑  https://zj.zjol.com.cn/news/221181.htm%5B%5D